# Charles Smith (ur. 1965)
Charles Daniel Smith (ur. 16 lipca 1965 w Bridgeport) – amerykański koszykarz występujący na pozycji silnego skrzydłowego. W latach 1988–1997 rozegrał 9 sezonów w NBA, reprezentując barwy Los Angeles Clippers, New York Knicks i San Antonio Spurs. Mistrz Świata (1986) oraz brązowy medalista Igrzysk Olimpijskich w Seulu (1988).
W 1984 wystąpił w meczu gwiazd amerykańskich szkół średnich - McDonald’s All-American.

## Kariera w NBA
W naborze do NBA (28 czerwca 1988) został wybrany przez Philadelphia 76ers jako trzeci w kolejności (za Dannym Manningiem i Rikiem Smitsem). Jeszcze tego samego dnia oddano go do Los Angeles Clippers, gdzie spędził 4 sezony, uzyskując w 272 spotkaniach sezonu regularnego średnie 18,4 punktu, 5,8 zbiórki i 1,4 bloku na mecz. W 1989 wybrano go do pierwszej drużyny debiutantów. Podczas meczu przeciwko Denver Nuggets (1 grudnia 1990 roku) zdobył 52 punkty, co jest do dziś (sezon 2013-14) rekordem klubu. W 1992 pomógł drużynie awansować do playoffów, ale Clippers nie sprostali w pierwszej rundzie Utah Jazz (2-3). 
We wrześniu 1992 w wymianie pomiędzy trzema klubami przeniósł się do Nowego Jorku. W Knicks występował przez 3,5 roku, awansując trzykrotnie do rozgrywek finałowych, w tym finału NBA przegranego z Houston Rockets 3-4 (1994).
Do historii NBA przeszło jego zagranie w 5. meczu finału Konferencji Wschodniej przeciwko Chicago Bulls (1993), w którym, stojąc na 12 sekund przed końcem spotkania przed szansą zdobycia zwycięskich punktów (Knicks przegrywali 94-95) i zapewnienia swojej ekipie prowadzenia 3-2 w serii rozgrywanej do 4 zwycięstw, dał się aż czterokrotnie zablokować Michaelowi Jordanowi, Scottiemu Pippenowi i Horace'owi Grantowi. W wyniku nieskuteczności Smitha grający we własnej hali nowojorczycy ponieśli porażkę 94-97, która ułatwiła Bulls wyeliminowanie ich już w kolejnym meczu rozegranym w Chicago.
W trakcie sezonu 1995/96 został przekazany do San Antonio Spurs, gdzie w wyniku kontuzji rozegrał podczas 2 lat tylko 51 meczów, uzyskując średnie 7,7 punktu i 5,2 zbiórki. W styczniu 1998 został zwolniony, po czym zakończył sportową karierę.

## Osiągnięcia

### NCAA
- Uczestnik turnieju NCAA (1985, 1987, 1988)
- Mistrz sezonu regularnego konferencji Big East (1987, 1988)
- Zawodnik Roku konferencji Big East (1988)[2]
- Najlepszy pierwszoroczny zawodnik Big East (1985)[3]
- Zaliczony do II składu All-American (1988 przez NABC)
- Uczelnia z Pittsburgha zastrzegła należący do niego numer 32

### NBA
- Finalista NBA (1994)[4]
- Zaliczony do I składu debiutantów NBA (1989)[5]
- 2-krotny debiutant miesiąca NBA (luty 1989, kwiecień 1989)[6]

### Reprezentacja
- Mistrz świata (1986)[7]
- Brązowy medalista olimpijski (1988)[8]